# مانزاناريس إل ريال
مانزاناريس إل ريال (بالإنجليزية: Manzanares el Real)‏ هي بلدية ومدينة في منطقة الحكم الذاتي وتقع في منطقة مدريد في وسط إسبانيا. تبلغ مساحة هذه المدينة 128.4 (كم²)، ويبلغ عدد سكانها 7244 نسمة حسب إحصاء سنة 2009 م.

## وصلات خارجية
- الموقع الرسمي